# Placid
Pour le personnage de bande dessinée, voir Placid et Muzo.
Pour l’article ayant un titre homophone, voir Placide.
Pour les articles homonymes, voir Duval.
Placid, pseudonyme de Jean-François Duval, né en 1961, est un peintre, illustrateur et auteur de bande dessinée français.

## Biographie
Son pseudonyme vient du graphzine Le Journal de Placid et Muzo, qu'il réalise en 1980 avec Jean-Philippe Masson, dit Muzo, et qui se réfère aux aventures de Placid et Muzo publiées dans le journal Pif Gadget.
Après la parution en 2001 du livre Vos papiers ! Que faire face à la police ?, il est condamné le 18 janvier 2007 à 500 euros d’amende par la cour d'appel de Paris pour complicité d'injure publique envers une administration publique, pour avoir publié le dessin d'un policier, aux traits jugés porcins, en couverture de l’ouvrage.

## Publications

### Albums
- Le livre qui sent le caca, Artefact, 1983[2]
- Rien, Les Requins Marteaux, 2002
- 2006, L'Association, 2007
- 2007, L'Association, 2008
- J'y étais, Alain Beaulet éditeur, 2014

### Participations
- Revues Ferraille, Fusée, Lapin, L'Idiot international, Charlie Hebdo, Strips, etc.
- Comix 2000, L'Association, 1999
- Comicscope de David Rault, l'Apocalypse, 2013.
- Egoscopic, collectif BD éditions FGH

## Expositions
- Galerie Le monte-en-l'air, Paris XXe, janvier-février 2007